# Rodrigo Javier Noya
Rodrigo Javier Noya García (Buenos Aires, 31 gennaio 1990) è un ex calciatore argentino naturalizzato messicano, di ruolo difensore.

## Carriera
Ha giocato nel campionato messicano, alternandosi tra la massima serie e la seconda divisione.